# Mighty Space Miners
Mighty Space Miners  (おいら宇宙の探鉱夫, Oira Uchû no Tankôfu) est un anime OAV de Umanosuke Iida paru en 1994  au Japon et sorti en France en 1995. Il met en scène un jeune garçon qui vit dans une station minière en orbite en proie à un désastre, dans un style de science-fiction réaliste. Malgré une animation soignée, l’histoire ne fût pas complétée à cause de son échec commercial, et seulement deux épisodes furent produits sur les six originellement prévus.

## Synopsis
En 2060, Nanbu Ushikawa est un garçon de 12 ans qui habite à bord d'une station minière sur l’astéroïde Totatès (Tortaris /Tortatis en VO) en orbite autour de la Terre. Au cours du XXIe siècle, les hommes ont commencé l'exploration de l'espace à proximité de la Terre et une entreprise, la Planet Catcher Corporation, a été la première à capturer des astéroïdes et des comètes pour exploiter leurs ressources minières. Nanbu rêve de passer le test pour devenir mineur de l’espace sur les traces de son père. Ses plans sont mis à mal lorsqu’une arme spatiale nucléaire endommage sévèrement Totatès lors d’une opération visant la capture de la Comète de Halley.
Alors que les survivants doivent trouver un moyen de survivre au désastre, ils découvrent que leur trajectoire a dévié, ce qui les amènent vers une collision certaine avec la Terre d’ici 60 heures. Ayant été abandonnés par leur compagnie et le Japon, ils se retrouvent livrés à leur sort.

### Fiche technique
- Titre :  Mighty Space Miners
- Réalisation : Umanosuke Iida
- Scénario : Ritsuko Hayasaka, Umanosuke Iida
- Character design: Toshihiro Kawamoto
- Mecha design: Isamu Imakake, Mahiro Maeda
- Musique: Kenji Kawai
- Pays d'origine :  Japon
- Année de production : 1994 -1995
- Genre : science-fiction
- Durée : 2 x 25 minutes
- Dates de sortie :  1995    (FR, VHS, Dragon Vidéo)

### Les Episodes
- 1 - "118,000 Millisecond Nightmare (118,000ミリセコンドの悪夢?)", sortie le 11 novembre 1994
- 2 - "Destruction & Exodus  (デストロイ&エクソダス?)", sortie le 27 janvier 1995
- 3 - "Atmospheric Reentry  (大気圏突入?)", non produit
- 4 - "Fascism  (ファシズム?)", non produit
- 5 - "Unlucky Star Halley  (凶星ハレー?)", non produit
- 6 - "Toutatis 1B9-6 (トータチス1B9-6?)", non produit

### Commentaires
- Cet anime traite de la nouvelle frontière de l’Espace et de son exploitation, ici minière, dans un univers de science-fiction qui se veut réaliste et plausible. Les conditions de vie sur la station sont détaillées et traitées avec réalisme en incluant une biosphère, un environnement en microgravité, le problème des radiations et des carences dues à l'apesanteur.

- Certains anachronismes sont cependant notables, ainsi les protagonistes utilisent encore en 2060 des disquettes d’ordinateur comme c’était le cas à l’époque de conception de l’anime, alors qu’ils sont entourés de vaisseaux spatiaux et systèmes beaucoup plus avancés.